# Psoralea strobilina
Psoralea strobilina är en ärtväxtart som beskrevs av William Jackson Hooker och George Arnott Walker Arnott. Psoralea strobilina ingår i släktet Psoralea och familjen ärtväxter. Inga underarter finns listade i Catalogue of Life.